# Dekanat Poznań-Stare Miasto
```

```

Dekanat Poznań-Stare Miasto – jeden z 43 dekanatów archidiecezji poznańskiej.

## Parafie
- parafia Bożego Ciała w Poznaniu - (Poznań/Piaski – Poznań/Półwiejska)
- parafia Matki Boskiej Nieustającej Pomocy i św. Marii Magdaleny w Poznaniu (Poznań/Stary Rynek)
- parafia Maryi Królowej w Poznaniu - Poznań/północna Wilda
- parafia Najświętszego Zbawiciela w Poznaniu - Poznań/Śródmieście
- parafia pw. św. Franciszka Serafickiego (Poznań/południowe Garbary)
- parafia św. Marcina w Poznaniu (Poznań/Św. Marcin)
- parafia Ofiarowania Pańskiego w Poznaniu - Poznań/północny Dębiec
- parafia Błogosławionej "Poznańskiej Piątki" w Poznaniu - Poznań/Dębina
- parafia Świętej Trójcy w Poznaniu - Poznań/południowy Dębiec
- parafia pw. św. Wojciecha (Poznań/Św. Wojciech – Poznań/północne Garbary),
- parafia pw. Wszystkich Świętych (Poznań/Chwaliszewo – Poznań/Grobla)
- parafia Zmartwychwstania Pańskiego w Poznaniu - Poznań/południowa Wilda

Administracyjnie dekanat obejmuje obszar zachodniej i północnej części dzielnicy Wilda oraz południowej części dzielnicy Stare Miasto.
Dekanat sąsiaduje z dekanatami:
- luboński
- Poznań-Starołęka
- Poznań-Rataje
- Poznań-Nowe Miasto
- Poznań-Jeżyce
- Poznań-Łazarz

## Kościoły parafialne dekanatu
- Kościół Bożego Ciała w Poznaniu
- Kolegiata - Bazylika Matki Boskiej Nieustającej Pomocy i św. Marii Magdaleny w Poznaniu
- Kościół Maryi Królowej w Poznaniu
- Kościół Najświętszego Zbawiciela w Poznaniu
- Kościół św. Franciszka Serafickiego w Poznaniu (również kościół zakonny braci mniejszych)
- Kościół św. Marcina w Poznaniu
- Kościół Ofiarowania Pańskiego w Poznaniu
- Kościół Błogosławionej Poznańskiej Piątki w Poznaniu (w budowie)
- Kościół Świętej Trójcy w Poznaniu
- Kościół św. Wojciecha w Poznaniu
- Kościół Wszystkich Świętych w Poznaniu
- Kościół Zmartwychwstania Pańskiego w Poznaniu (jednocześnie kościół zakonny zmartwychwstańców)

## Kościoły rektoralne
- Kościół Najświętszej Krwi Pana Jezusa w Poznaniu (kościół rektorski parafii farnej)
- Kościół Najświętszego Serca Jezusowego i Matki Boskiej Pocieszenia w Poznaniu (jezuici, kościół rektorski parafii farnej)
- Kościół Najświętszej Marii Panny Wspomożycielki Wiernych w Poznaniu (salezjanie, kościół rektorski parafii farnej)

## Kościoły zakonne (klasztorne)
- Kościół św. Antoniego Padewskiego i klasztor franciszkanów konwentualnych w Poznaniu (franciszkanie konwentualni)
- Kościół św. Józefa i klasztor karmelitów bosych w Poznaniu (karmelici bosi)
- Kościół Przemienienia Pańskiego w Poznaniu (szarytki)
- Kościół Królowej Różańca Świętego w Poznaniu (dominikanie)

## Kościoły nieistniejące
- Kolegiata św. Marii Magdaleny w Poznaniu
- Kościół Karmelitanek Bosych w Poznaniu
- Kościół św. Barbary w Poznaniu
- Kościół św. Wawrzyńca w Poznaniu (Chwaliszewo)
- Kościół św. Gotarda w Poznaniu

## Galeria

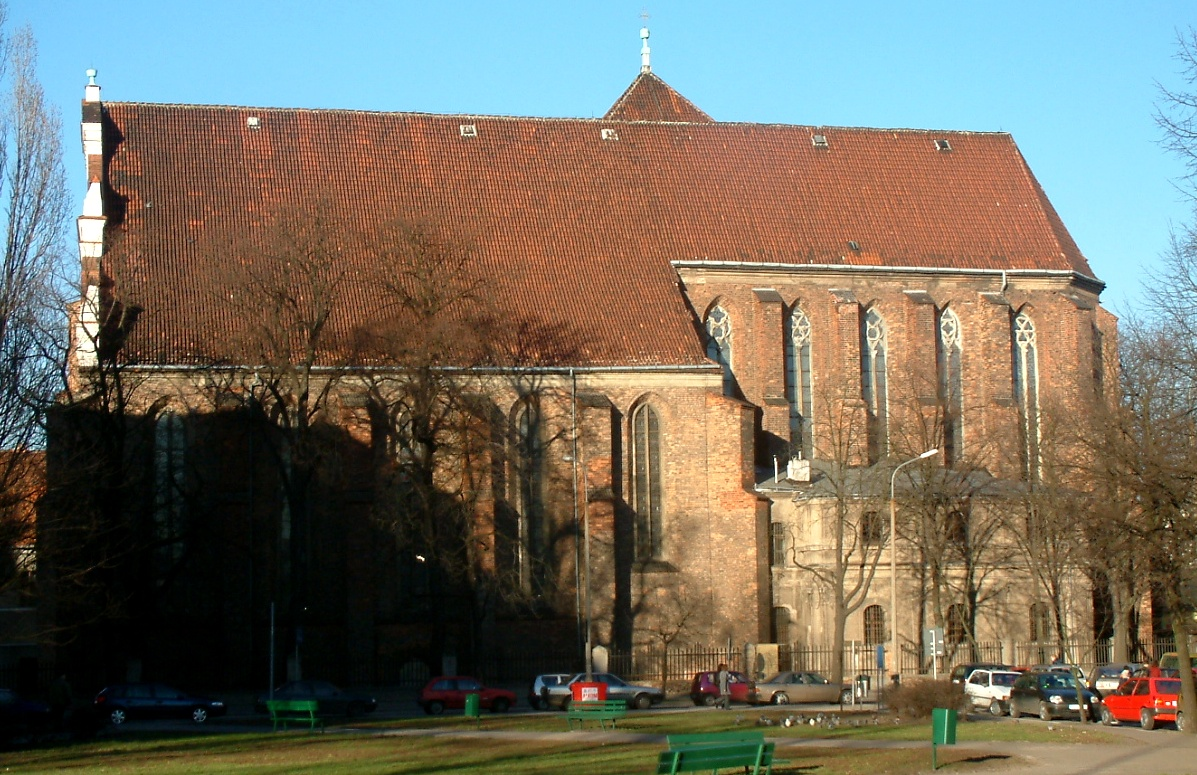
Kościół Bożego Ciała
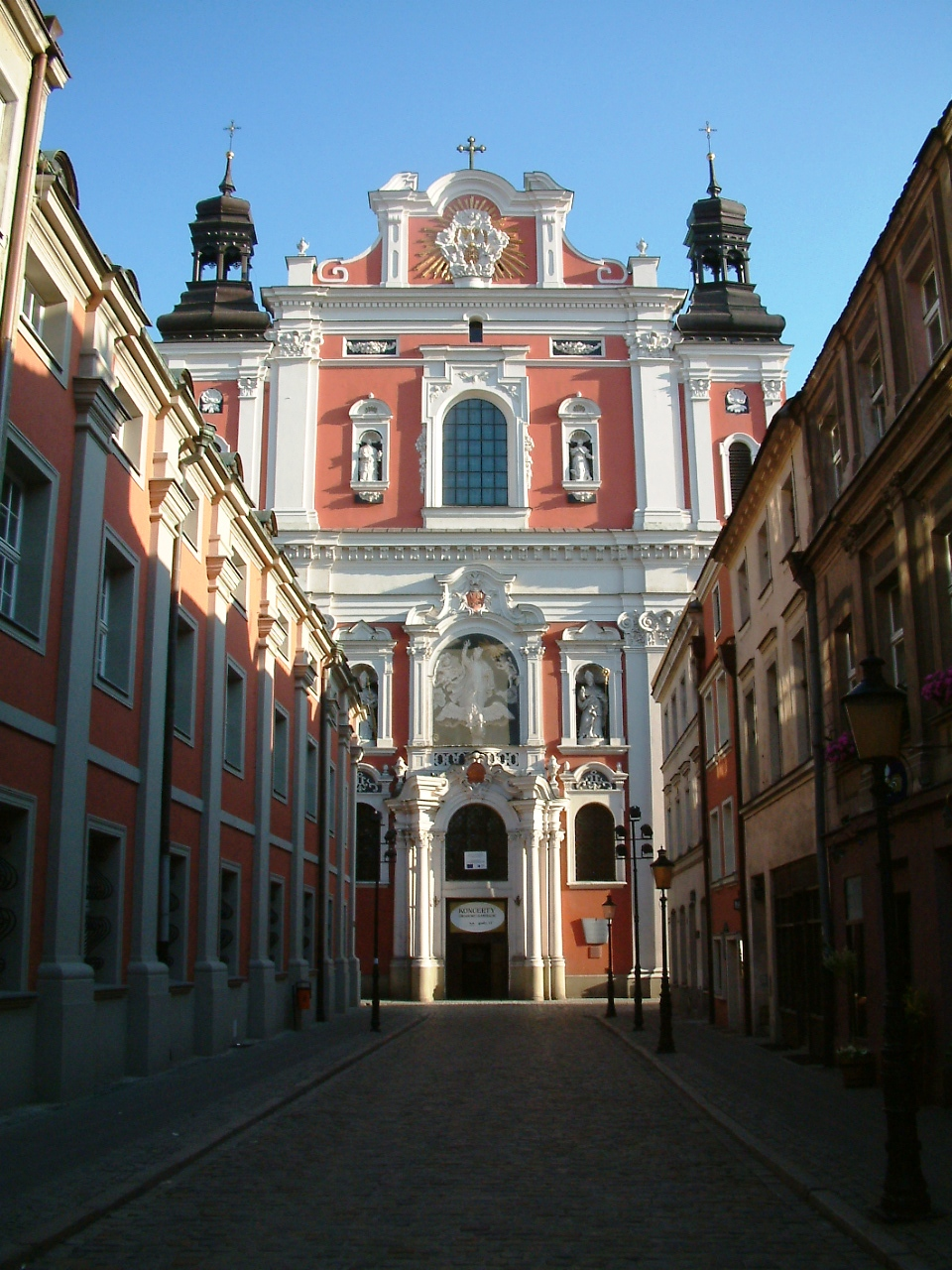
Bazylika Matki Boskiej Nieustającej Pomocy i św. Marii Magdaleny (fara poznańska)
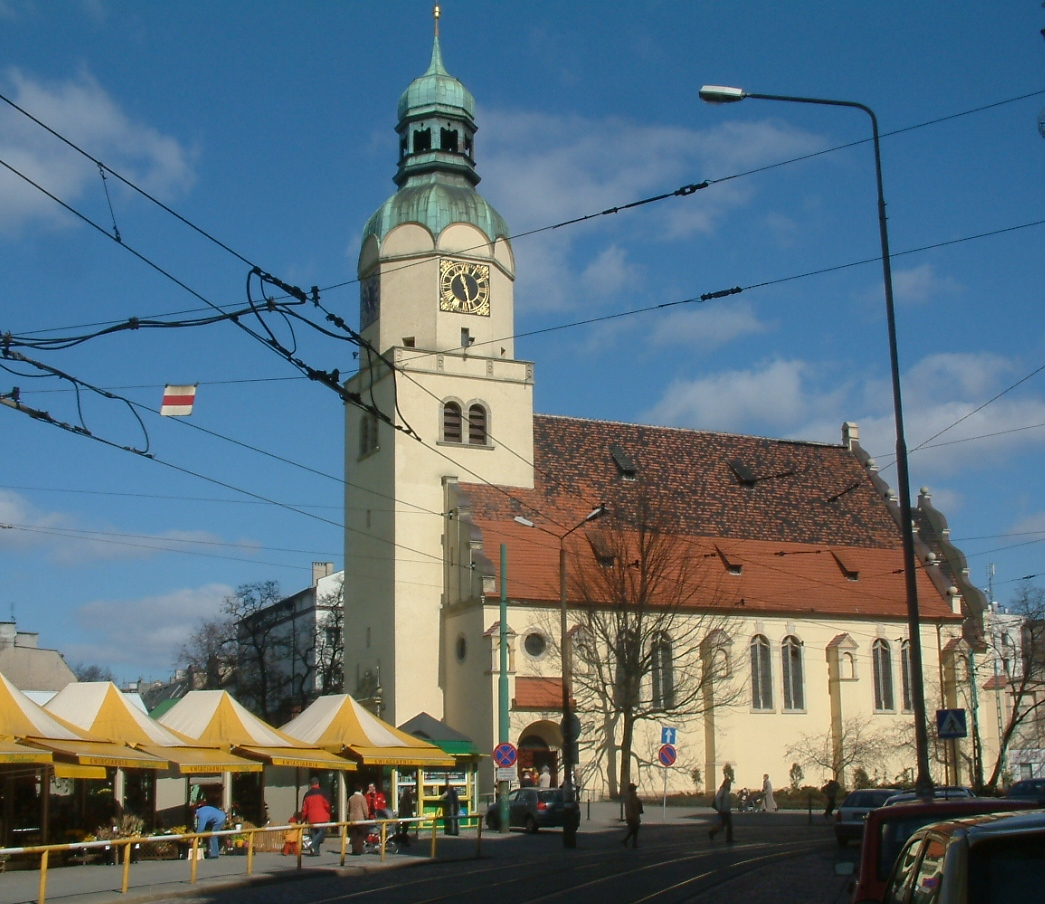
Kościół Maryi Królowej (dawniej Matki Boskiej Królowej)
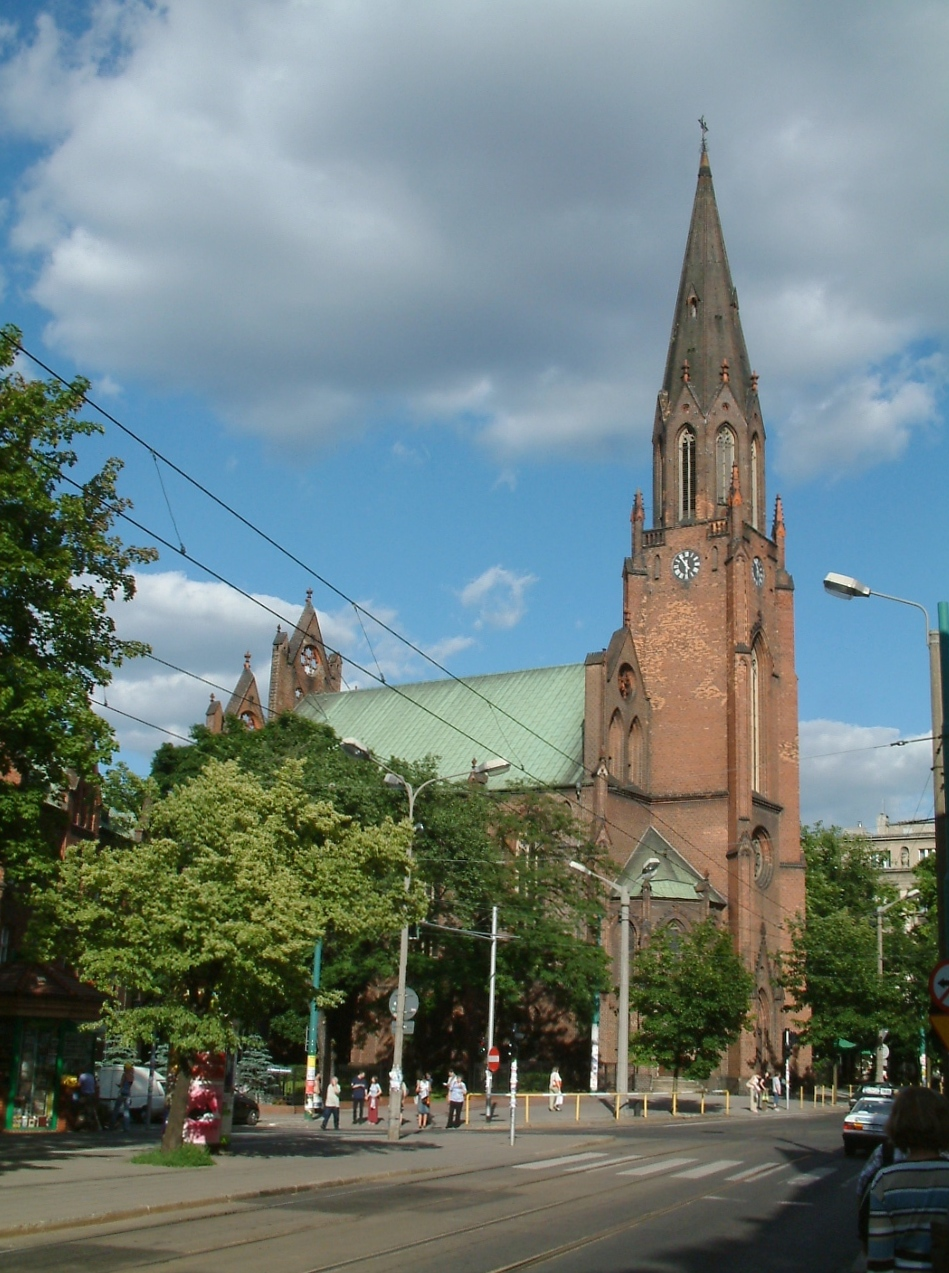
Kościół Najświętszego Zbawiciela
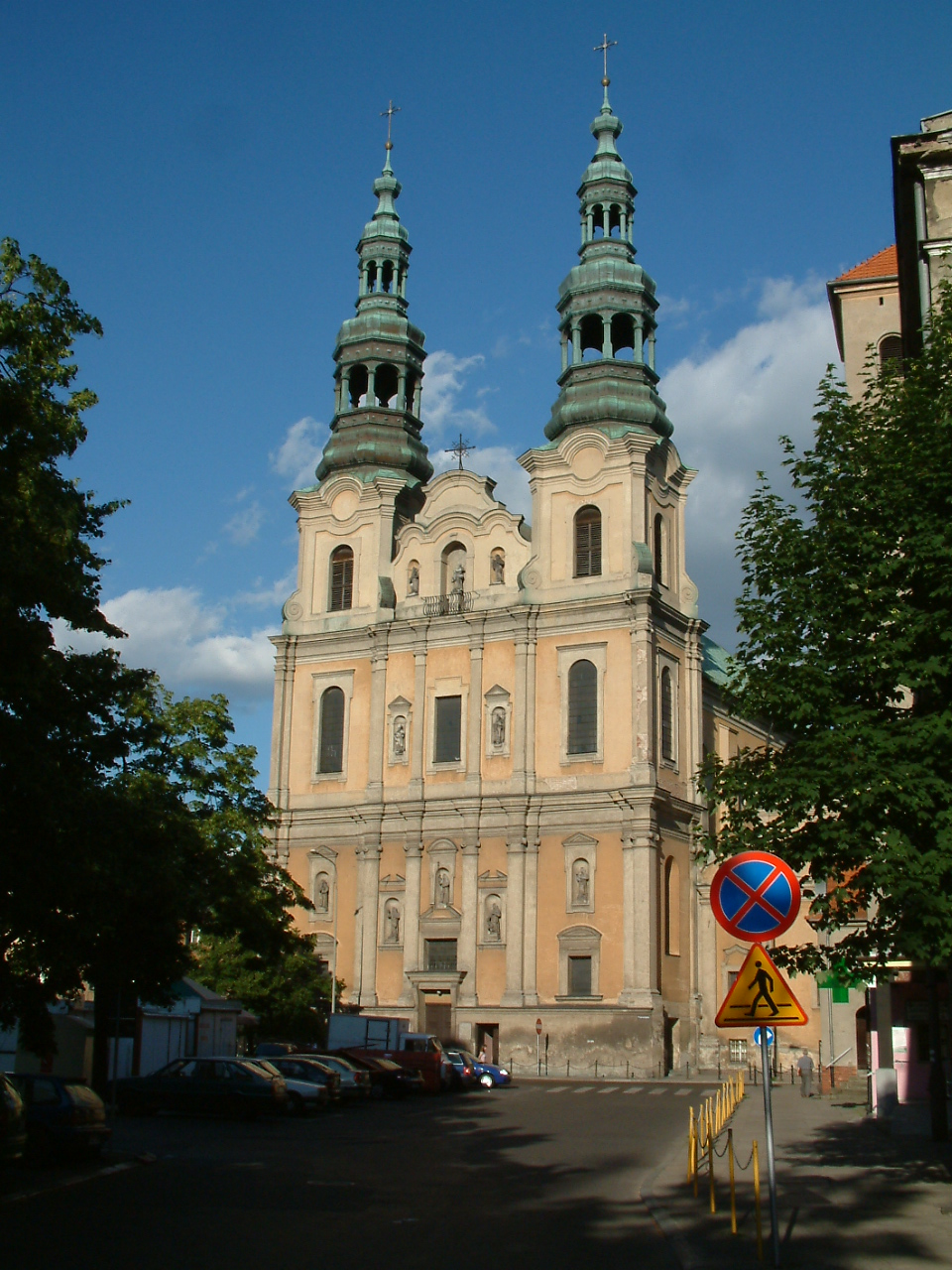
Kościół św. Franciszka Serafickiego
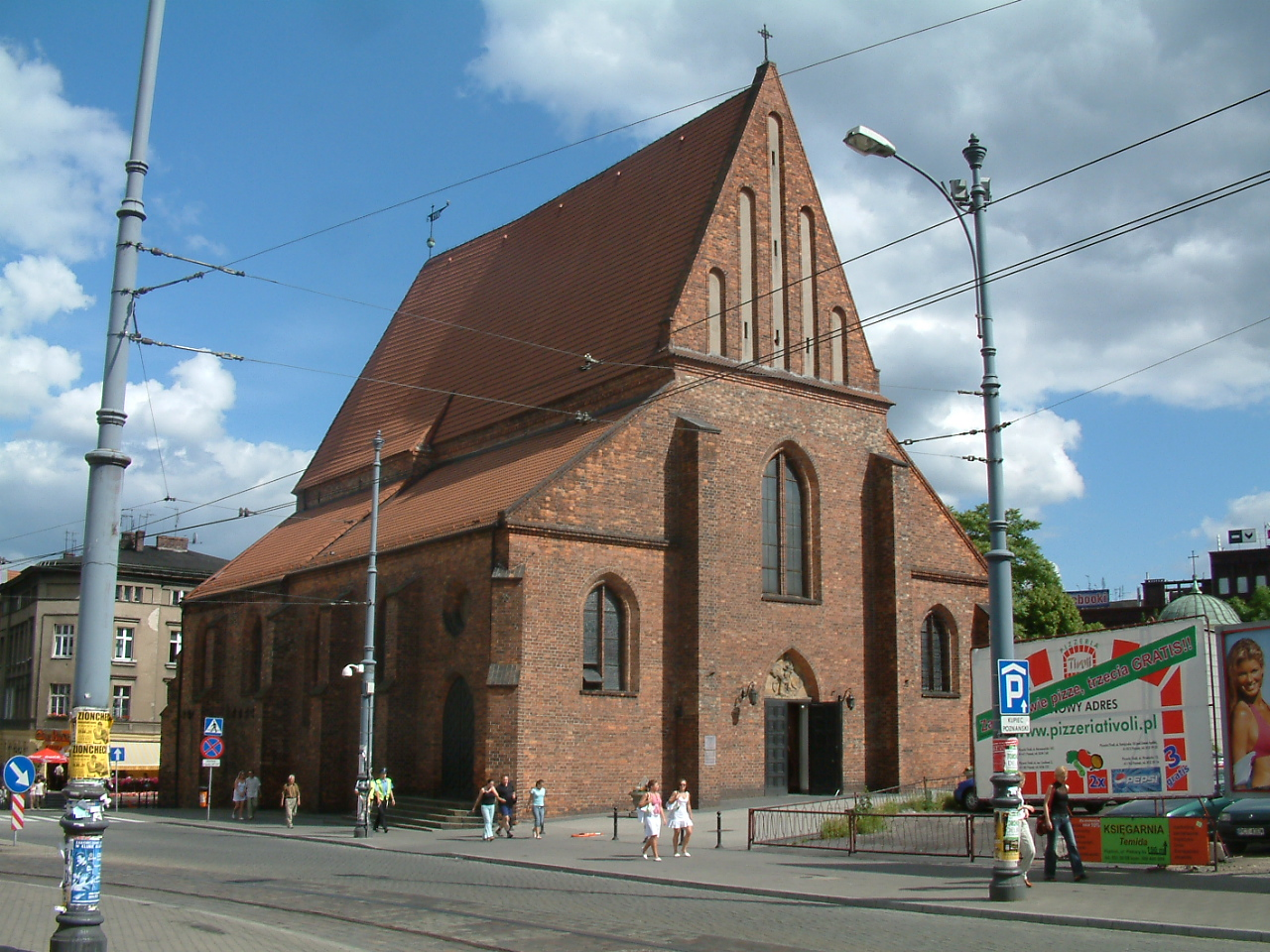
Kościół św. Marcina
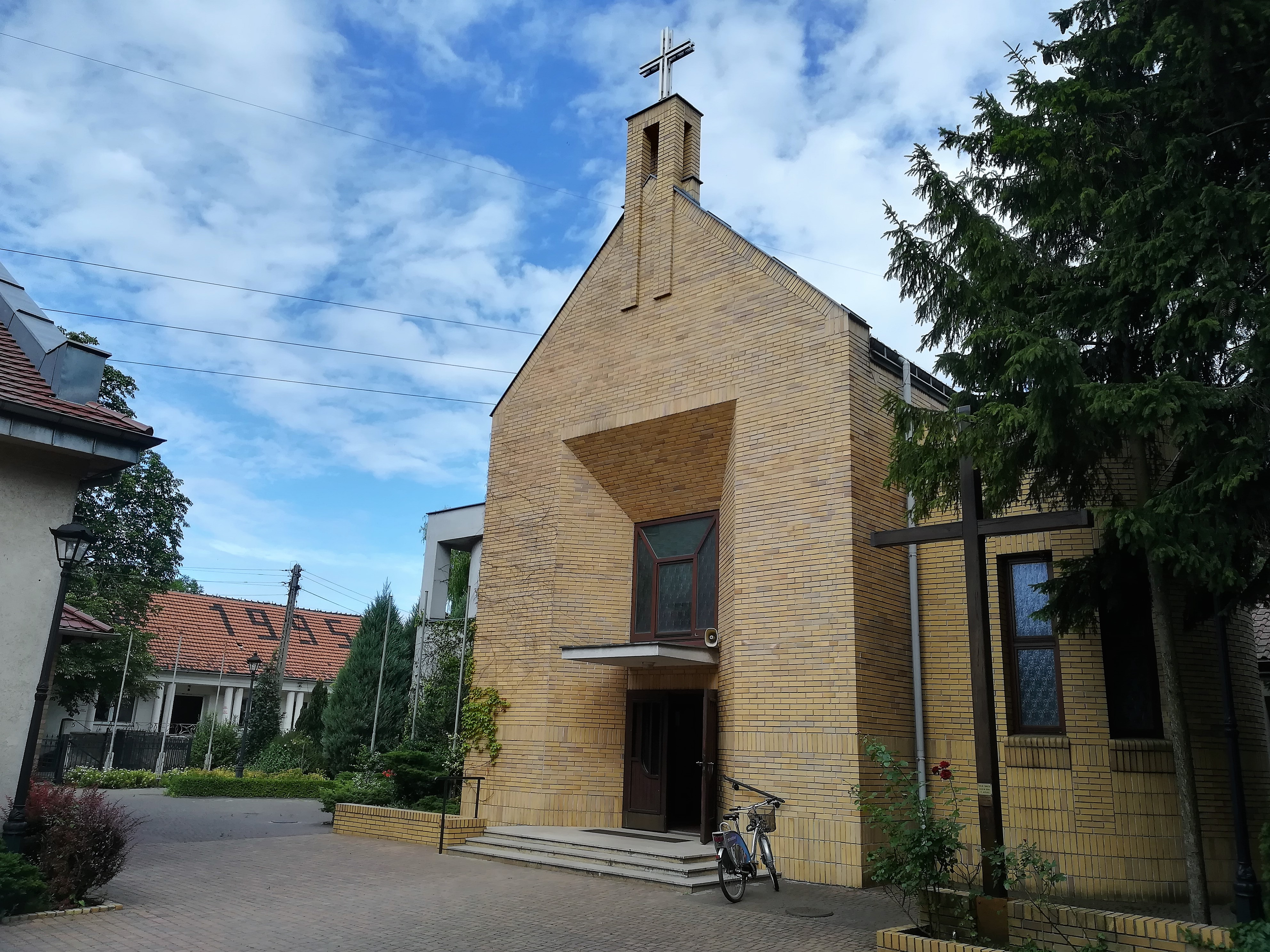
Kościół Ofiarowania Pańskiego
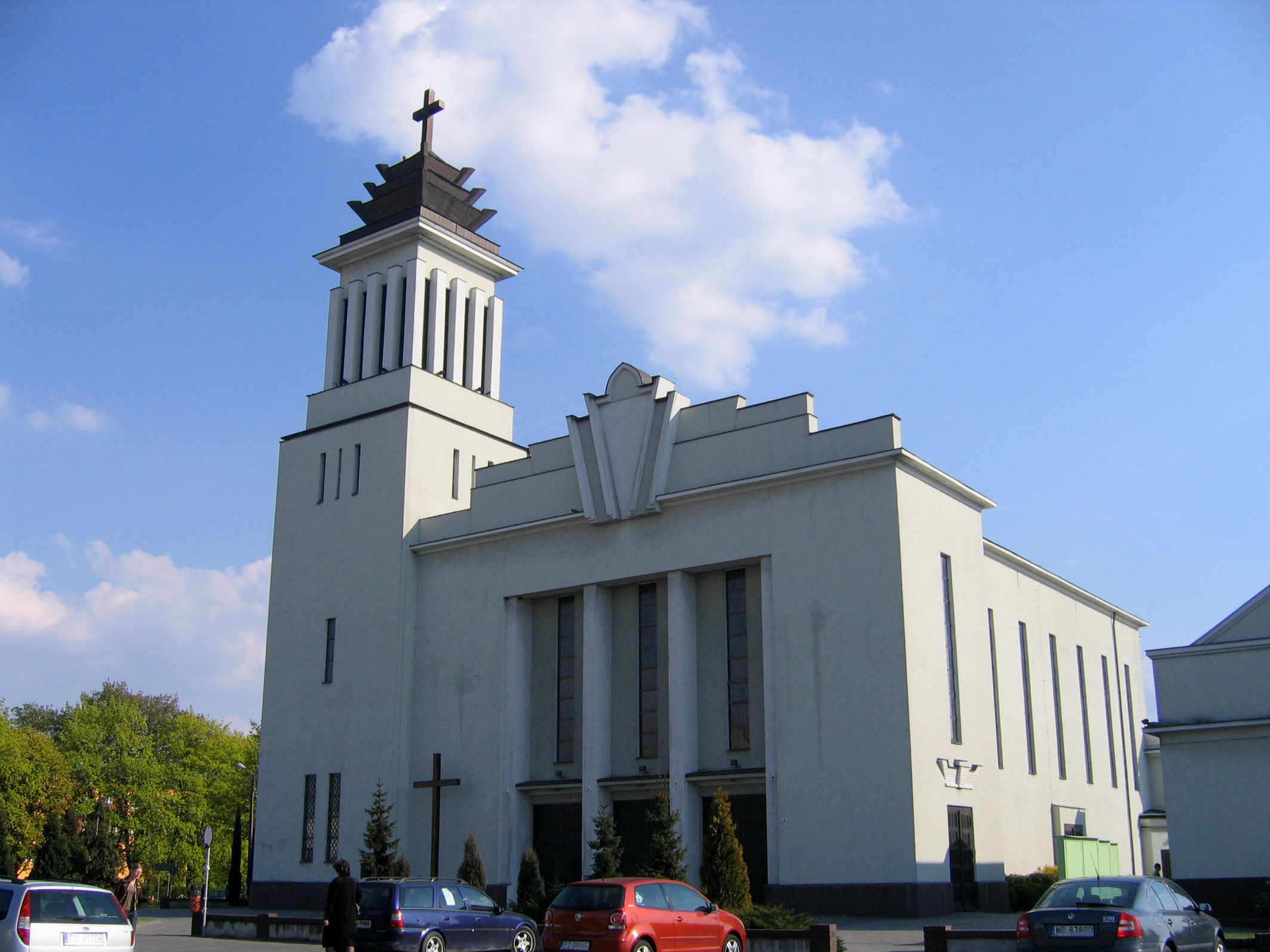
Kościół Świętej Trójcy
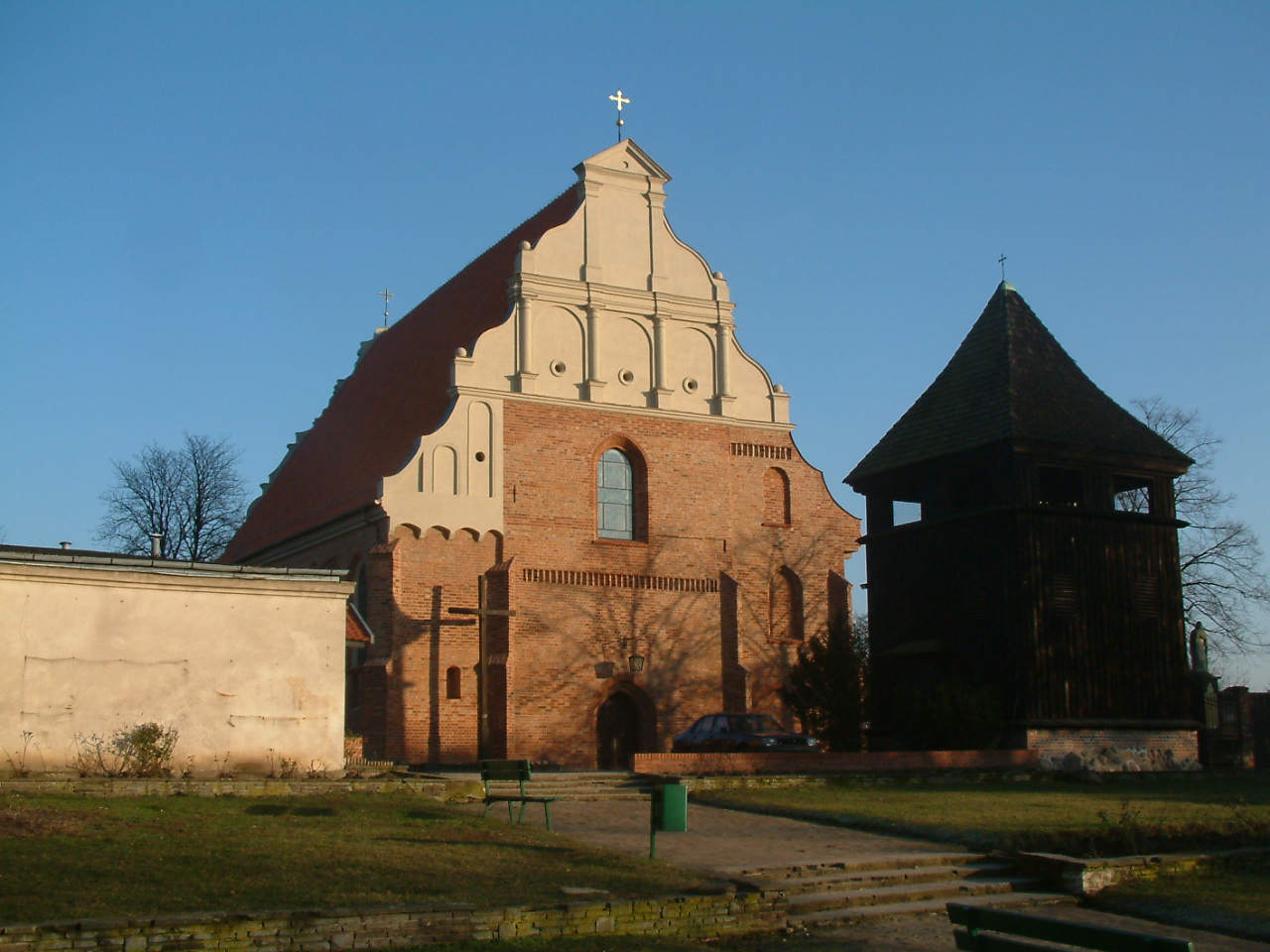
Kościoła św. Wojciecha
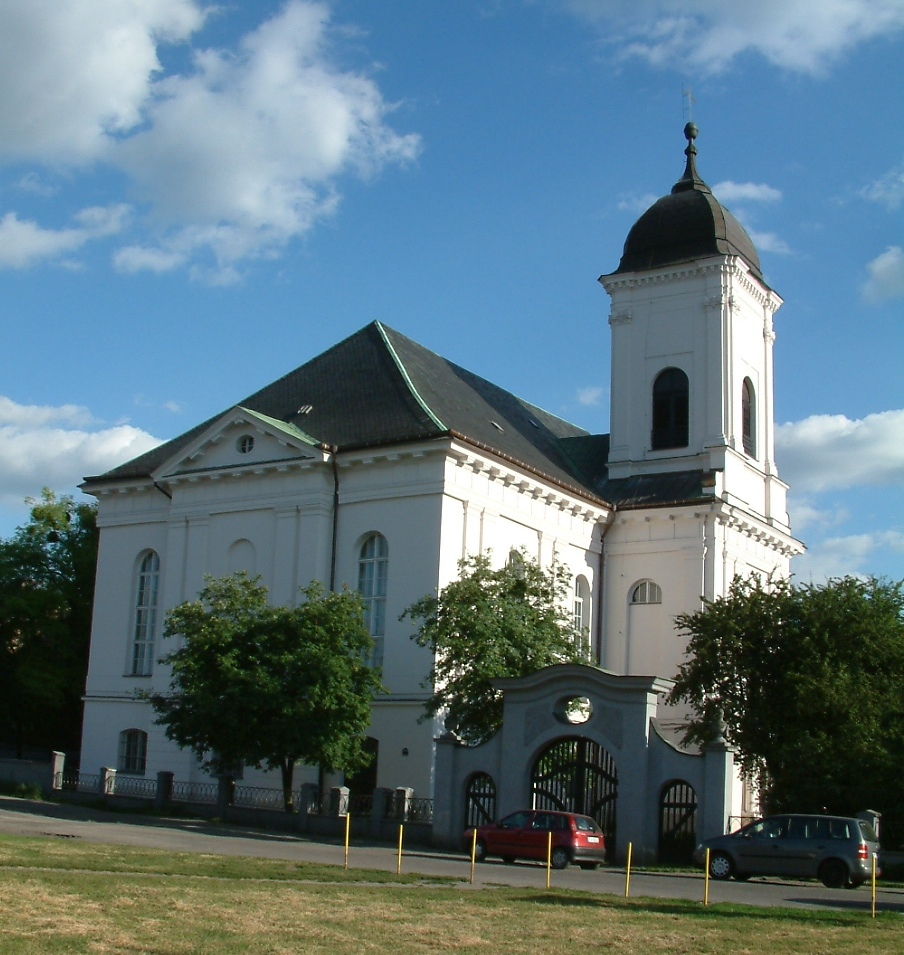
Kościół Wszystkich Świętych
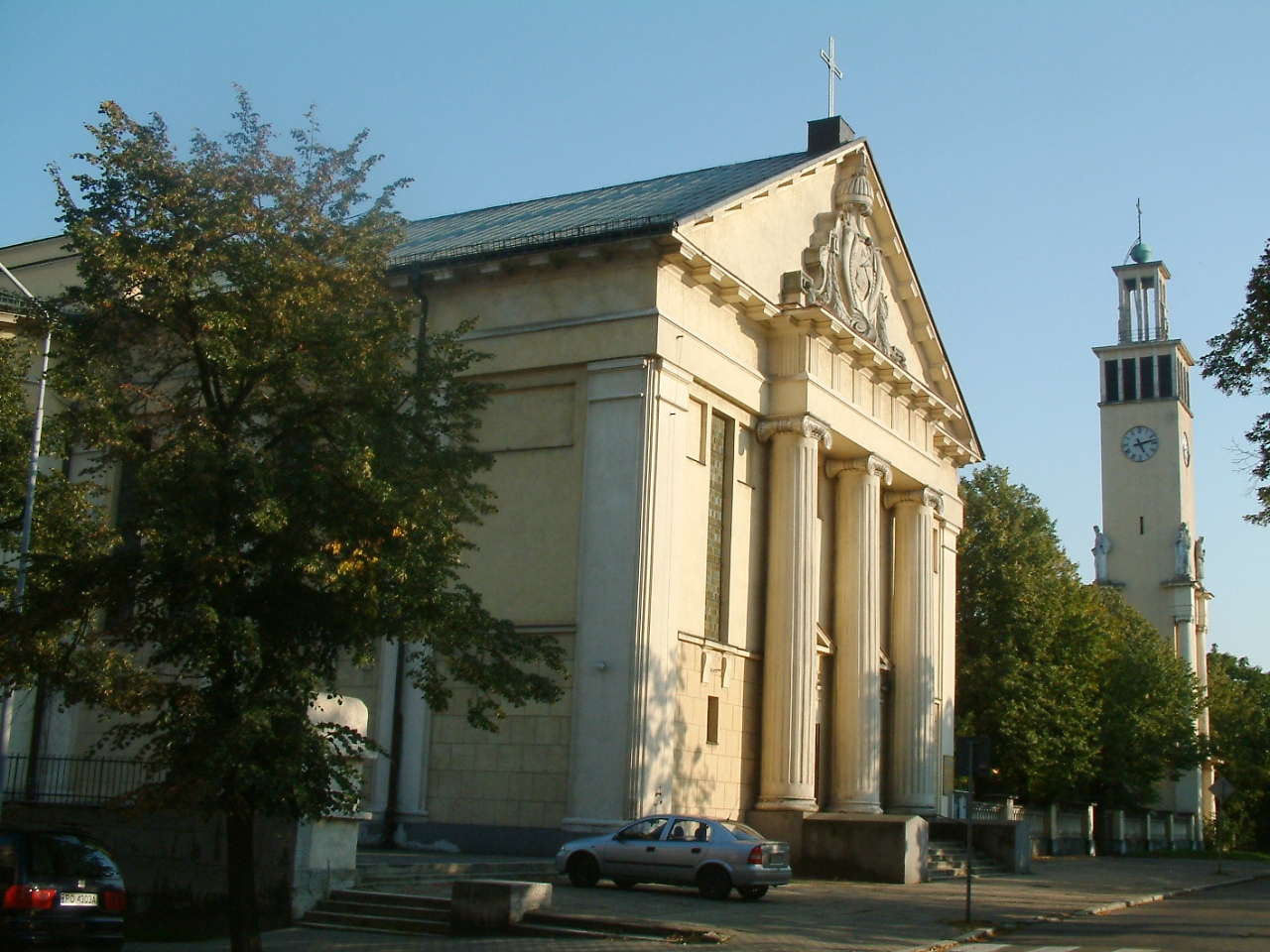
Kościół Zmartwychwstania Pańskiego
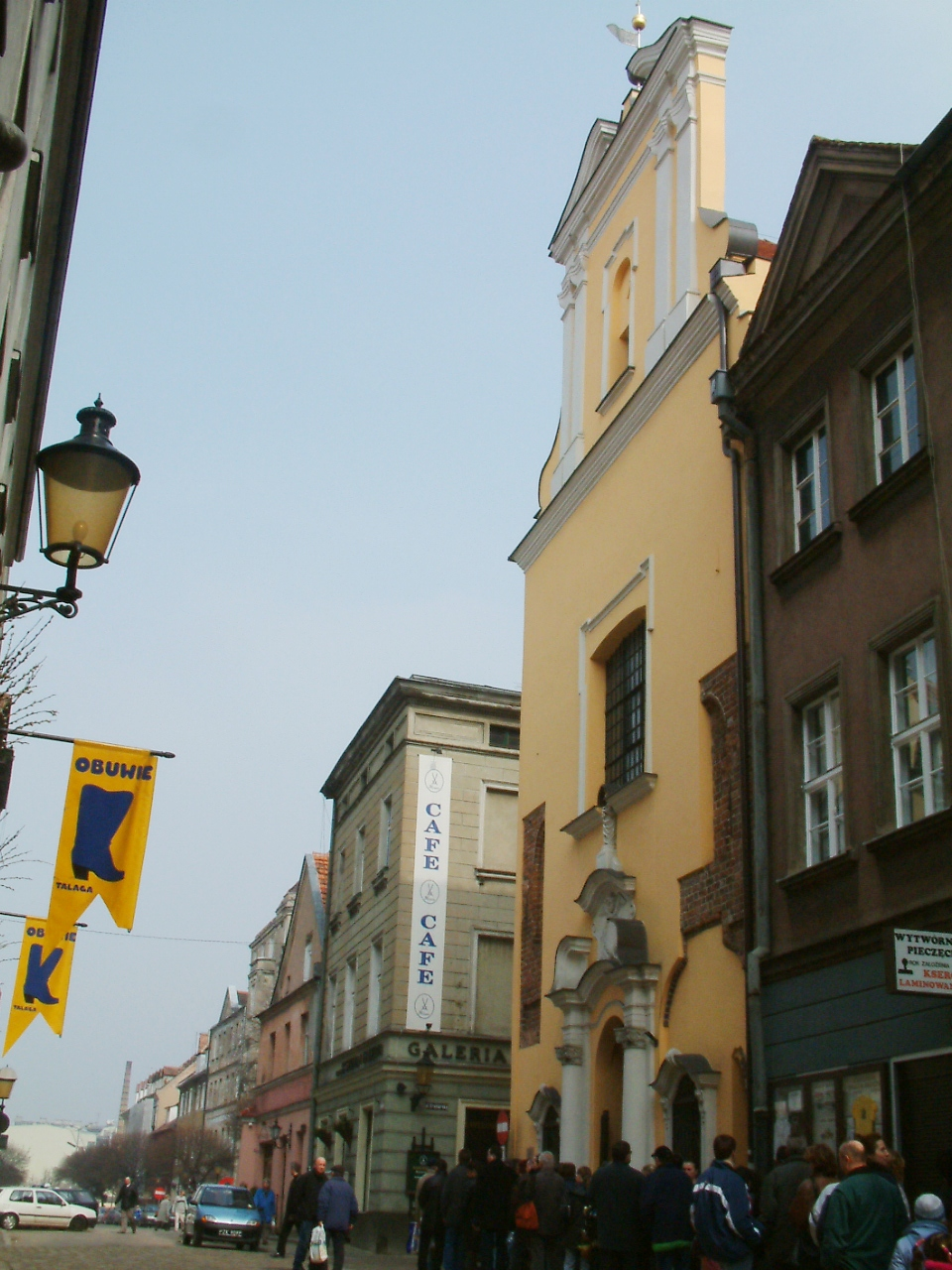
Kościół Najświętszej Krwi Pana Jezusa
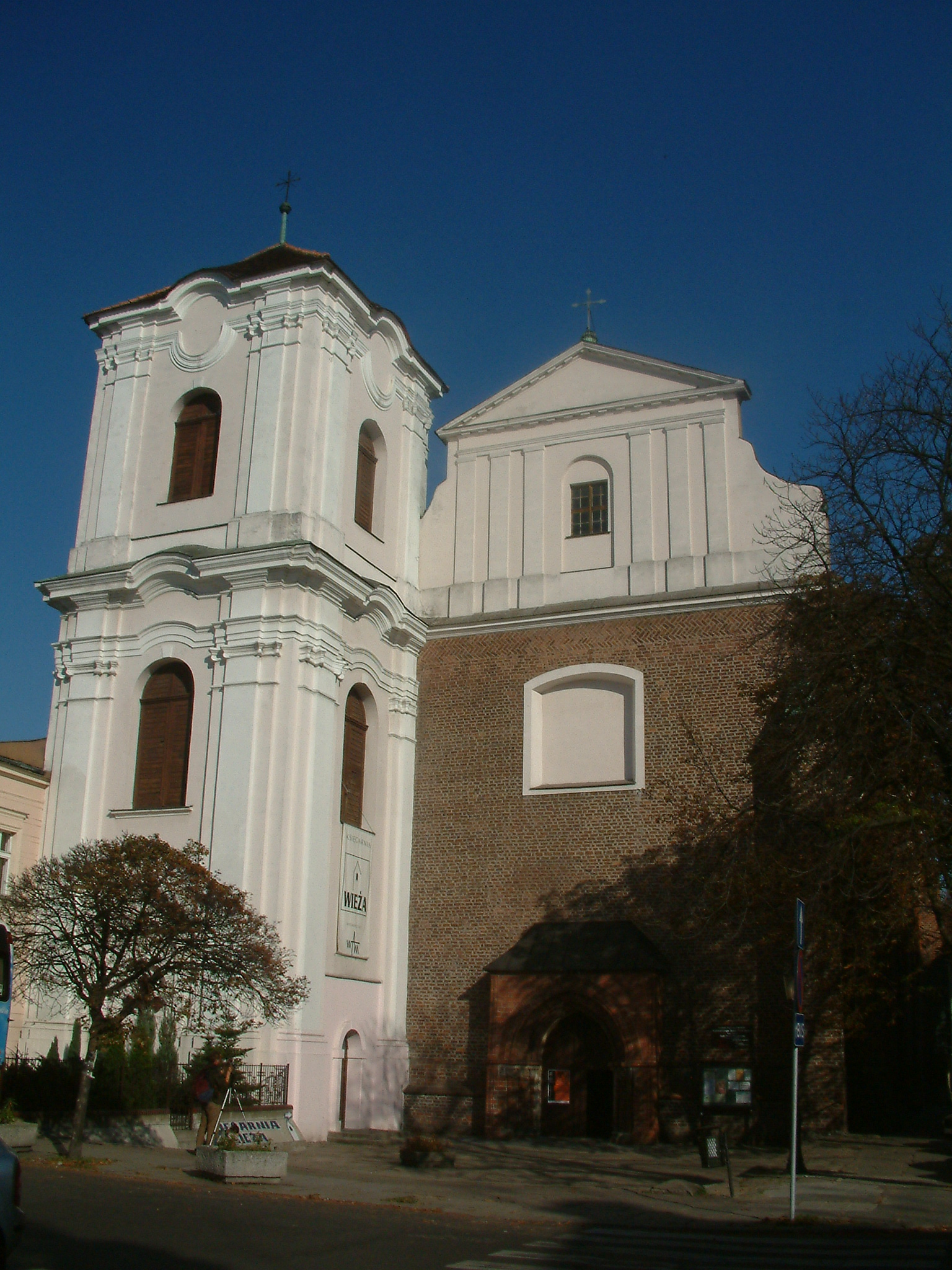
Kościół Najświętszego Serca Jezusowego i Matki Boskiej Pocieszenia
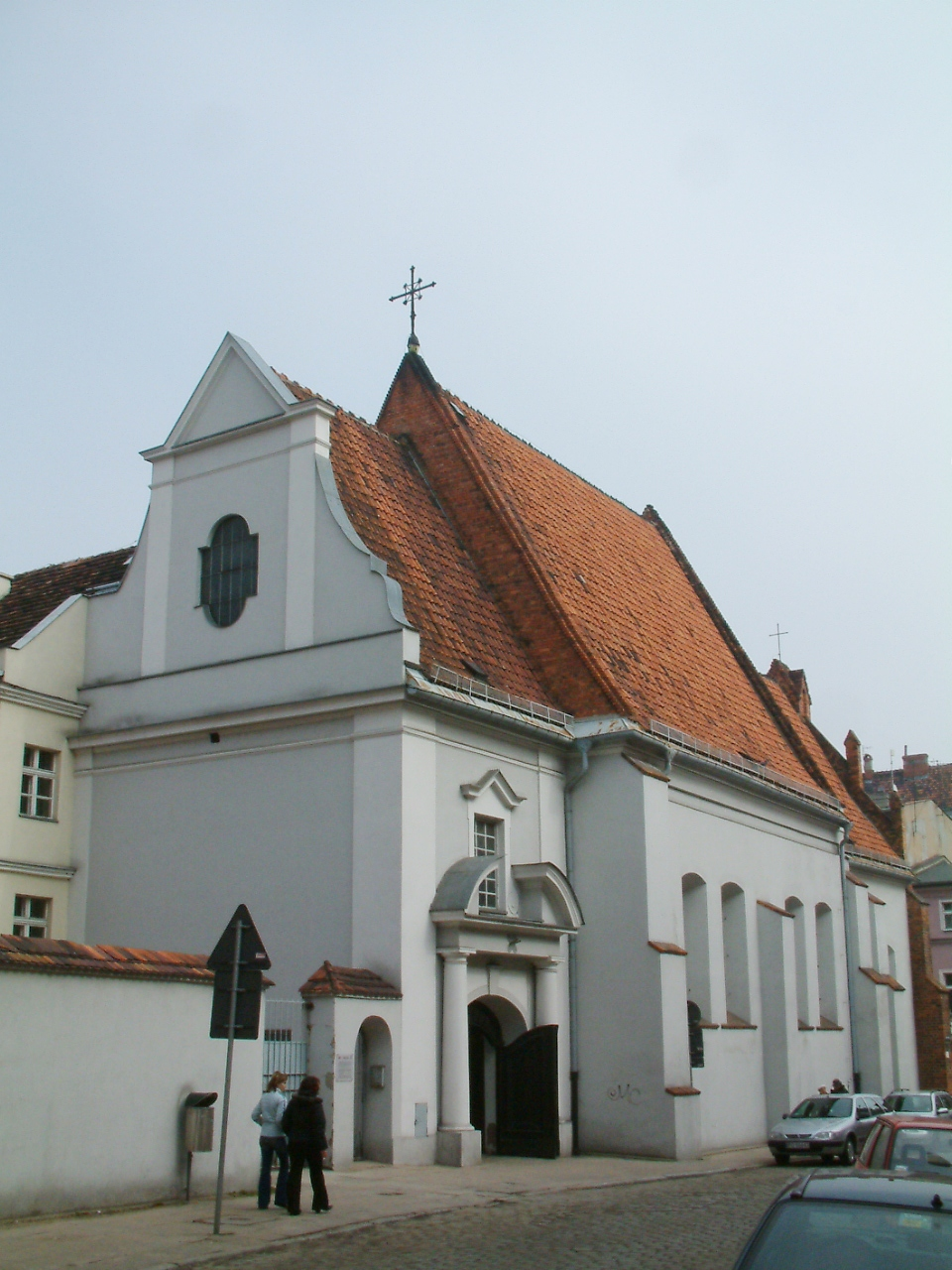
Kościół Najświętszej Marii Panny Wspomożycielki Wiernych (Katarzynek)
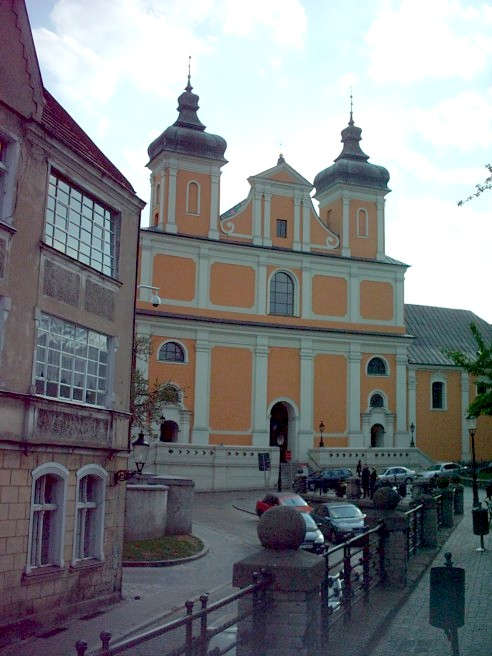
Kościół św. Antoniego Padewskiego
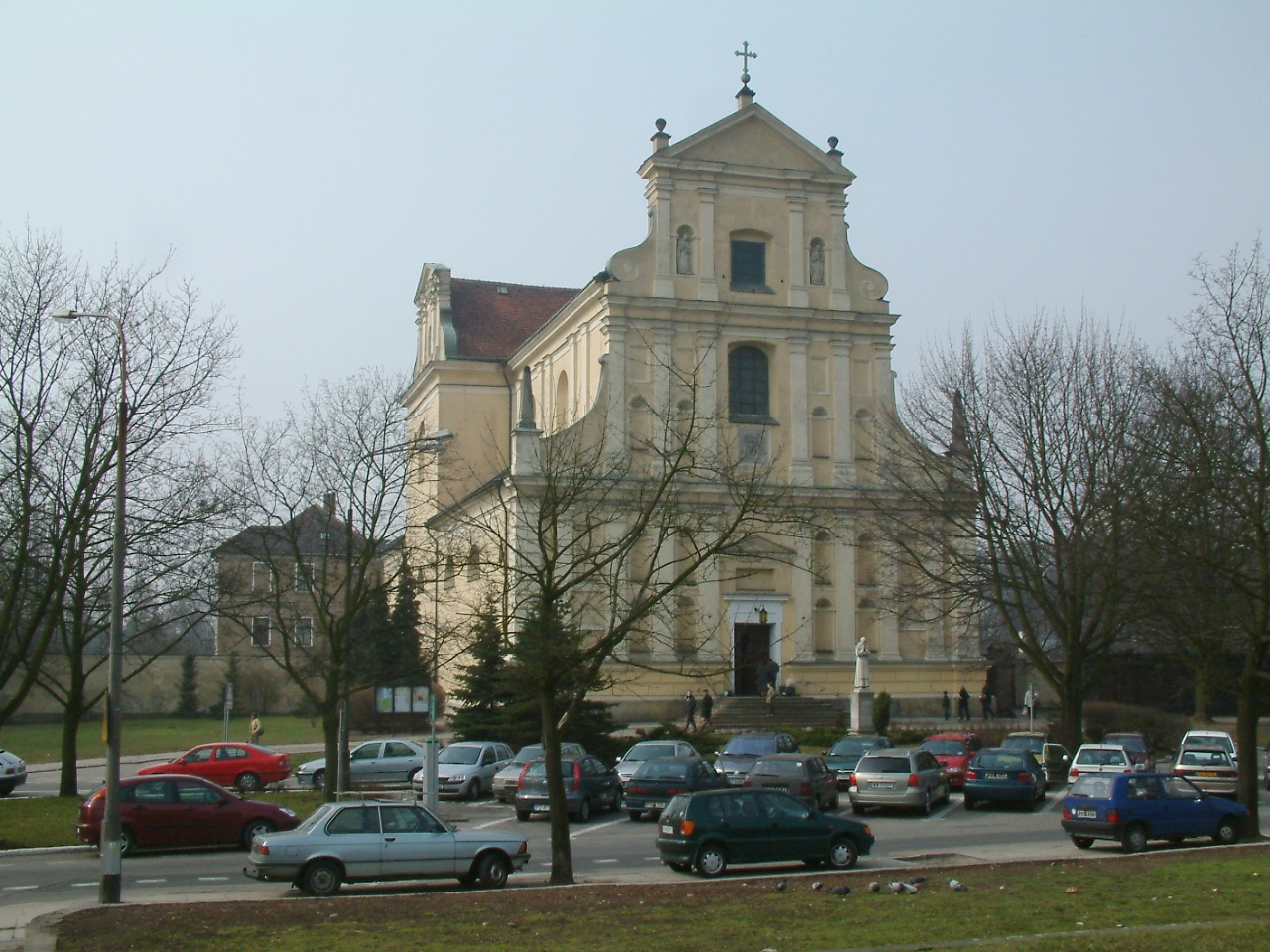
Bazylika św. Józefa
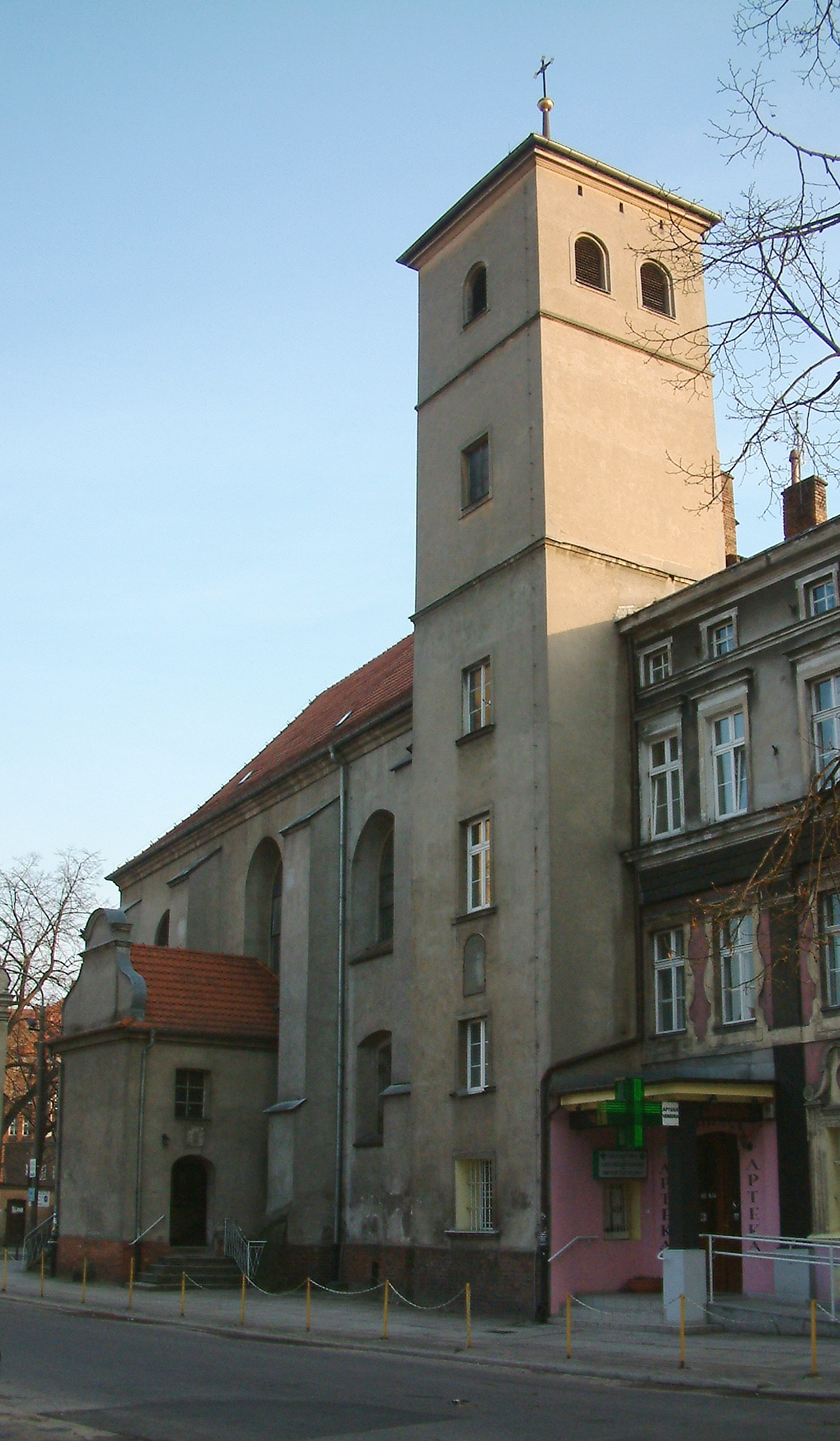
Kościół Przemienienia Pańskiego
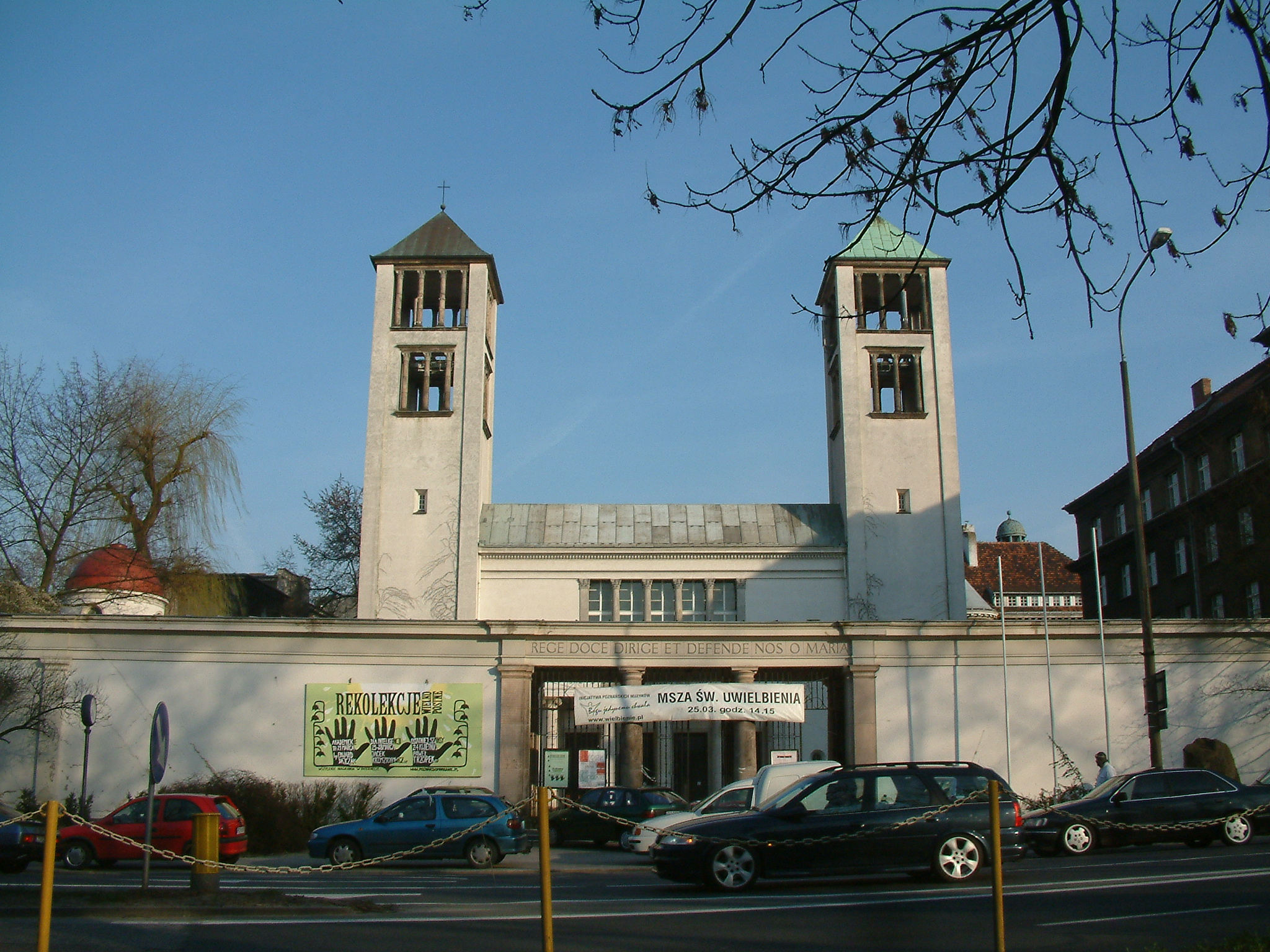
Kościół Najświętszej Maryi Panny Królowej Różańca Świętego
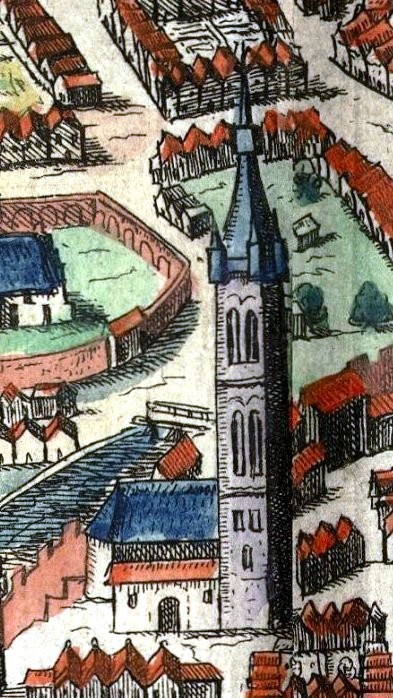
Kolegiata św. Marii Magdaleny około 1617